# Aristolochia odoratissima
Aristolochia odoratissima är en piprankeväxtart som beskrevs av Carl von Linné. Aristolochia odoratissima ingår i släktet piprankor, och familjen piprankeväxter. Inga underarter finns listade i Catalogue of Life.